# Francis Blackwell Forbes
Francis Blackwell Forbes (1839 - 1908) fue un comerciante y narcotraficante de opio con China , y botánico estadounidense. Hijo del Rev. John Murray Forbes, Rector del colegio San Lucas de Nueva York, que nació el 5 de mayo de 1807 en Nueva York y falleció en Elizabeth, New Jersey, el 11 de octubre de 1885) y de Anne Howell, casándose el 26 de diciembre de 1838 y fallecida el 21 de julio de 1849).
Él y otros miembros de su familia fueron activos en el comercio del opio, a través del Tratado de EE. UU. y la Antigua China durante la guerra del Opio, amasando una gran fortuna. Debido a su profunda implicancia con el tráfico de opio, Forbes desarrolló un interés permanente en las plantas de amapolas y otras, y en la botánica china en general.
Se casó en Nueva York el 8 de mayo de 1867 con la neoyorquina Isabel Clark, ca. 1846, hija de William Clark Mather, un banquero de Litchfield, Connecticut, 26 de mayo de 1805 - Casa de Berkley, 5.ª Avenida, Nueva York, 21 de noviembre de 1878) y su esposa Isabel Staples (Nueva York, ca. 1805 - 1870).

## Algunas publicaciones
- 1886. The Causes of depression in the cotton industry of the United Kingdom. Volumen 3 de Occasional Papers of the Bimetallic League. 20 pp.
- 1884. On some critical species of Clematis. 4 pp.
- adolphe e. Dupont, francis b. Forbes. The Japanese Keaki tree (Zelkowa acuminata, Planch.)

### Libros
- francis blackwell Forbes, william botting Hemsley, matilda Smith. Enumeration of all the plants known from China proper, Formosa, Hainan, the Corea, the Luchu archipelago, and the island of Hongkong: together with their distribution and synonymy, vol. 36

- Reporte de Resultados Científicos de la expedición del HMS Challenger, Botánica (en francés), 1885, con William Botting Hemsley (1843-1924)

- francis blackwell Forbes, stephen troyte Dunn. Collector index to the Forbes & Hemsley Index florae sinensis. En: Journ. Linn. Soc. v. 23, 26 & 29: también Dunn's [Suplementaria] lista de plantas fanerógamas chinas en Journ. Linn. Soc. 39; vols. 413-506; vol. 1911

- 2001. Index flora sinensis. Reeditó Jingren Sociedad Cultural. ISBN 8949901072

## Honores

### Eponimia
- (Celastraceae) Euonymus forbesii Hance[1]
- La abreviatura «F.B.Forbes» se emplea para indicar a Francis Blackwell Forbes como autoridad en la descripción y clasificación científica de los vegetales.[2]

### Fuente
- Ray Desmond (1994). Dictionary of British and Irish Botanists and Horticulturists includins Plant Collectors, Flower Painters and Garden Designers. Taylor & Francis, & The Natural History Museum. Londres